# Gouramangi Singh
Moirangthem Gouramangi Singh (ur. 25 stycznia 1985 w Imphal) – indyjski piłkarz, grający na pozycji środkowego obrońcy.

## Kariera klubowa
Gouramangi Singh rozpoczął swoją karierę w Tata Football Academy w 2002 roku. W 2004 został zawodnikiem klubu Dempo Goa. Z Dempo zdobył mistrzostwo Indii oraz Puchar Federacji w 2005.
W latach 2005–2006 był zawodnikiem Mahindra United, z którym zdobył mistrzostwo Indii w 2006 roku. Sezon 2006-2007 spędził w Sportingu Goa. W 2007 przeszedł do klubu Churchill Brothers. Z Churchill Brothers zdobył wicemistrzostwo Indii w 2009.

## Kariera reprezentacyjna
W reprezentacji Indii Singh zadebiutował w 2007 roku w meczu przeciwko reprezentacji Syrii. W 2008 Mondal wygrał z reprezentacją AFC Challenge Cup, co oznaczało wywalczenie awansu do Pucharu Azji, po 27-letniej przerwie. Gawli znalazł się w kadrze na ten turniej. Dotychczas rozegrał w reprezentacji 31 spotkań i strzelił 3 bramki.